# 耶律隆先
耶律隆先（？-？）字团隐，辽国宗室，東丹王耶律倍四子（《契丹国志》作辽世宗与甄皇后次子）。契丹人。

## 母
大氏，粟末部靺鞨人，渤海国王族，不知所终。

## 经历
辽景宗刚即位时封平王。后兼政事令，留守东京辽阳府。在职时期少收赋税少用刑狱，体恤鳏夫寡妇，多次推荐贤能人士。后与统军耶律室鲁讨高丽立功，回国后不久去世，葬医巫闾山的道隐谷。

## 评价
为人聪明，博学能诗，著有《阆苑集》。

## 后代
保宁年间，其子耶律陈哥与渤海国人后裔意图谋杀耶律隆先，举兵作乱，被平息，辽景宗下令轘裂于市。

## 传記資料
- 《遼史》卷72 列传第2